# Dieterdermolen
De Dieterdermolen is een watermolen in Dieteren in de Nederlandse gemeente Echt-Susteren. Op een gedenksteen staat het jaartal 1806, maar al sinds de dertiende eeuw bevindt zich op deze plaats een molen. Sinds 1901 is de Dieterdermolen een turbinemolen, die wordt aangedreven door het water van de Roode Beek. De inrichting omvat twee maalkoppels: 1 koppel 16der Franse stenen en 1 koppel 16der kunststenen, die door middel van riemen worden aangedreven. Tot in de jaren 60 van de 20e eeuw was de molen soms in bedrijf.
De eigenaar overweegt een generator aan te brengen om voor eigen gebruik elektriciteit op te wekken.